# Primeira Liga 1999-2000
La Primeira Liga 1999-2000 è stata la 66ª edizione della massima serie del campionato portoghese di calcio. Questa stagione è stata la prima sotto la denominazione Primeira Liga, dopo che nel 1999 la Liga Portuguesa de Futebol Profissional (LPFP) ha assunto il controllo delle prime due serie nazionali. Il campionato è iniziato il 20 agosto 1999 ed è terminato il 14 maggio 2000.
Il campionato è stato vinto per la 17ª volta nella sua storia dal Sporting CP. Il capocannoniere del torneo è stato Mário Jardel del Porto, con 37 reti segnate. Il Vitória Setúbal, il Rio Ave e il Santa Clara sono stati retrocessi in Segunda Liga.

## Stagione

### Novità
Dalla precedente stagione sono stati retrocessi il Beira-Mar, il Chaves e il Académica. Sono stati promossi dalla Segunda Liga il Gil Vicente, il Belenenses e il Santa Clara.

### Formato
Le 18 squadre partecipanti si affrontano in un girone di andata e ritorno, per un totale di 34 giornate.

La squadra campione di Portogallo è ammessa alla fase a gironi della UEFA Champions League 2000-2001.

La squadra classificata al secondo posto è ammessa al terzo turno di qualificazione della UEFA Champions League 2000-2001.

La squadra classificata al terzo posto è ammessa al turno di qualificazione della Coppa UEFA 2001-2002.

Le squadre classificate agli ultimi tre posti (dal 16º al 18º posto) retrocedono in Segunda Liga.

## Squadre partecipanti
| Club              | Città               | Stadio                            | Risultato Stagione 1998-1999  |
| ----------------- | ------------------- | --------------------------------- | ----------------------------- |
| Alverca           | Alverca do Ribatejo | Complexo Desportivo FC Alverca    | 14º posto in Primeira Divisão |
| Belenenses        | Lisbona             | Estádio do Restelo                | 2º posto in Segunda Divisão   |
| Benfica           | Lisbona             | Estádio da Luz                    | 3º posto in Primeira Divisão  |
| Boavista          | Porto               | Estádio do Bessa Século XXI       | 2º posto in Primeira Divisão  |
| Braga             | Braga               | Stadio comunale di Braga          | 9º posto in Primeira Divisão  |
| Campomaiorense    | Campo Maior         | Estádio Capitão Cesar Correia     | 13º posto in Primeira Divisão |
| Estrela Amadora   | Amadora             | Estádio José Gomes                | 8º posto in Primeira Divisão  |
| Farense           | Faro                | Estádio de São Luís               | 11º posto in Primeira Divisão |
| Gil Vicente       | Barcelos            | Estádio Cidade de Barcelos        | 1º posto in Segunda Divisão   |
| Marítimo          | Funchal             | Estádio dos Barreiros             | 10º posto in Primeira Divisão |
| Porto             | Porto               | Estádio do Dragão                 | Campione del Portogallo       |
| Rio Ave           | Vila do Conde       | Estádio do Rio Ave FC             | 15º posto in Primeira Divisão |
| Salgueiros        | Porto               | Estádio Engenheiro Vidal Pinheiro | 12º posto in Primeira Divisão |
| Santa Clara       | Ponta Delgada       | Estádio de São Miguel             | 3º posto in Segunda Divisão   |
| Sporting Lisbona  | Lisbona             | Stadio José Alvalade              | 4º posto in Primeira Divisão  |
| União Leiria      | Leiria              | Estádio Dr. Magalhães Pessoa      | 6º posto in Primeira Divisão  |
| Vitória Guimarães | Guimarães           | Estádio D. Afonso Henriques       | 7º posto in Primeira Divisão  |
| Vitória Setúbal   | Setúbal             | Estádio do Bonfim                 | 5º posto in Primeira Divisão  |

## Classifica finale
|  | Pos. | Squadra           | Pt | G  | V  | N  | P  | GF | GS | DR  |
|  | ---- | ----------------- | -- | -- | -- | -- | -- | -- | -- | --- |
|  | 1.   | Sporting Lisbona  | 77 | 34 | 23 | 8  | 3  | 57 | 22 | +35 |
|  | 2.   | Porto             | 73 | 34 | 22 | 7  | 5  | 66 | 26 | +40 |
|  | 3.   | Benfica           | 69 | 34 | 21 | 6  | 7  | 58 | 33 | +25 |
|  | 4.   | Boavista          | 55 | 34 | 16 | 7  | 11 | 40 | 31 | +9  |
|  | 5.   | Gil Vicente       | 53 | 34 | 14 | 11 | 9  | 48 | 34 | +14 |
|  | 6.   | Marítimo          | 50 | 34 | 13 | 11 | 10 | 42 | 36 | +6  |
|  | 7.   | Vitória Guimarães | 48 | 34 | 14 | 6  | 14 | 48 | 43 | +5  |
|  | 8.   | Estrela Amadora   | 45 | 34 | 10 | 15 | 9  | 40 | 35 | +5  |
|  | 9.   | Braga             | 43 | 34 | 12 | 7  | 15 | 44 | 45 | -1  |
|  | 10.  | União Leiria      | 42 | 34 | 10 | 12 | 12 | 31 | 35 | -4  |
|  | 11.  | Alverca           | 41 | 34 | 11 | 8  | 15 | 39 | 48 | -9  |
|  | 12.  | Belenenses        | 40 | 34 | 9  | 13 | 12 | 36 | 38 | -2  |
|  | 13.  | Campomaiorense    | 36 | 34 | 10 | 6  | 18 | 31 | 51 | -20 |
|  | 14.  | Farense           | 35 | 34 | 8  | 11 | 15 | 35 | 60 | -25 |
|  | 15.  | Salgueiros        | 34 | 34 | 9  | 7  | 18 | 30 | 49 | -19 |
|  | 16.  | Vitória Setúbal   | 33 | 34 | 9  | 6  | 19 | 25 | 49 | -24 |
|  | 17.  | Rio Ave           | 33 | 34 | 8  | 9  | 17 | 34 | 54 | -20 |
|  | 18.  | Santa Clara       | 31 | 34 | 7  | 10 | 17 | 35 | 50 | -15 |

Legenda:

      Campione del Portogallo e ammessa alla UEFA Champions League 2000-2001

      Ammesse alla UEFA Champions League 2000-2001

      Ammesse alla Coppa UEFA 2000-2001

      Retrocessa in Segunda Liga 2000-2001

Tre punti a vittoria, uno a pareggio, zero a sconfitta.
La classifica viene stilata secondo i seguenti criteri:
- Punti conquistati
- Punti conquistati negli scontri diretti
- Differenza reti negli scontri diretti
- Reti realizzate in trasferta negli scontri diretti
- Differenza reti generale
- Partite vinte
- Reti totali realizzate
- Spareggio

## Statistiche

### Classifica marcatori
| Gol |  |  | Giocatore       | Squadra           |
| --- |  |  | --------------- | ----------------- |
| 38  |  |  | Mário Jardel    | Porto             |
| 22  |  |  | Alberto Acosta  | Sporting Lisbona  |
| 21  |  |  | Gaúcho          | Estrela Amadora   |
| 18  |  |  | Nuno Gomes      | Benfica           |
| 16  |  |  | Brandão         | Vitória Guimarães |
| 13  |  |  | Mariano Toedtli | Marítimo          |
| 12  |  |  | Hugo Henrique   | Rio Ave           |

## Verdetti finali
- Sporting CP campione di Portogallo 2000-2001 e ammesso alla fase a gironi della UEFA Champions League 2000-2001.
- Porto qualificato al secondo turno preliminare della UEFA Champions League 2000-2001.
- Benfica qualificato al primo turno della Coppa UEFA 2000-2001.
- Boavista qualificato al turno di qualificazione della Coppa UEFA 2000-2001.
- Vitória Setúbal, Rio Ave e Santa Clara retrocessi in Segunda Liga 2000-2001.